# Madaillan
Madaillan est une commune du Sud-Ouest de la France, située dans le département de Lot-et-Garonne (région Nouvelle-Aquitaine).
Ses habitants sont appelés les Madaillanais et Madaillanaises.
Le village de 614 habitants, situé sur les terres entre la Garonne et le Lot, est au cœur d'une Communauté de communes estimée à 4 208 habitants.

## Géographie

### Localisation
Madaillan se trouve dans l'aire d'attraction agenaise. La commune se situe dans le canton de Prayssas, village à 6 km, et à 9 km d'Agen.

### Communes limitrophes
Les communes limitrophes sont Colayrac-Saint-Cirq, Foulayronnes, Laugnac, Lusignan-Petit, Prayssas et Saint-Hilaire-de-Lusignan.
| Prayssas                  | Laugnac             |              |
| Lusignan-Petit            | Madaillan           | Foulayronnes |
| Saint-Hilaire-de-Lusignan | Colayrac-Saint-Cirq |              |

### Géologie et relief
Le village se situe au cœur du pays de Serres. On y retrouve tout type de sol, avec une dominante d'argile à 39 % et de terre limoneuse à 35 %. Les sols sableux constituent enfin 8 % des sols. Les textures principales sont brunifiées et hydromorphes.
Son altitude minimale est de 61 mètres et la maximale est de 225 mètres avec une moyenne de 143 mètres.
La mairie se trouve à 174 mètres.
Le Lot-et-Garonne n'est pas en zone de risque sismique.

### Hydrographie
Passage des cours d'eau de la Masse et de Saint-Martin, des ruisseaux de Bourbon et de Saysset.

### Climat
Pour des articles plus généraux, voir Climat de la Nouvelle-Aquitaine et Climat de Lot-et-Garonne.
Historiquement, la commune est exposée à un climat océanique aquitain.  
En 2020, Météo-France publie une typologie des climats de la France métropolitaine dans laquelle la commune est exposée à un climat océanique altéré et est dans la région climatique Aquitaine, Gascogne, caractérisée par une pluviométrie abondante au printemps, modérée en automne, un faible ensoleillement au printemps, un été chaud (19,5 °C), des vents faibles, des brouillards fréquents en automne et en hiver et des orages fréquents en été (15 à 20 jours).
Pour la période 1971-2000, la température annuelle moyenne est de 13 °C, avec une amplitude thermique annuelle de 15,4 °C. Le cumul annuel moyen de précipitations est de 798 mm, avec 10,4 jours de précipitations en janvier et 6,9 jours en juillet. Pour la période 1991-2020, la température moyenne annuelle observée sur la station météorologique la plus proche, située sur la commune de Prayssas à 5 km à vol d'oiseau, est de 13,9 °C et le cumul annuel moyen de précipitations est de 815,5 mm,. Pour l'avenir, les paramètres climatiques de la commune estimés pour 2050 selon différents scénarios d'émission de gaz à effet de serre sont consultables sur un site dédié publié par Météo-France en novembre 2022.

## Urbanisme

### Typologie
Au 1er janvier 2024, Madaillan est catégorisée commune rurale à habitat très dispersé, selon la nouvelle grille communale de densité à sept niveaux définie par l'Insee en 2022.
Elle est située hors unité urbaine. Par ailleurs la commune fait partie de l'aire d'attraction d'Agen, dont elle est une commune de la couronne,. Cette aire, qui regroupe 81 communes, est catégorisée dans les aires de 50 000 à moins de 200 000 habitants,.

### Occupation des sols

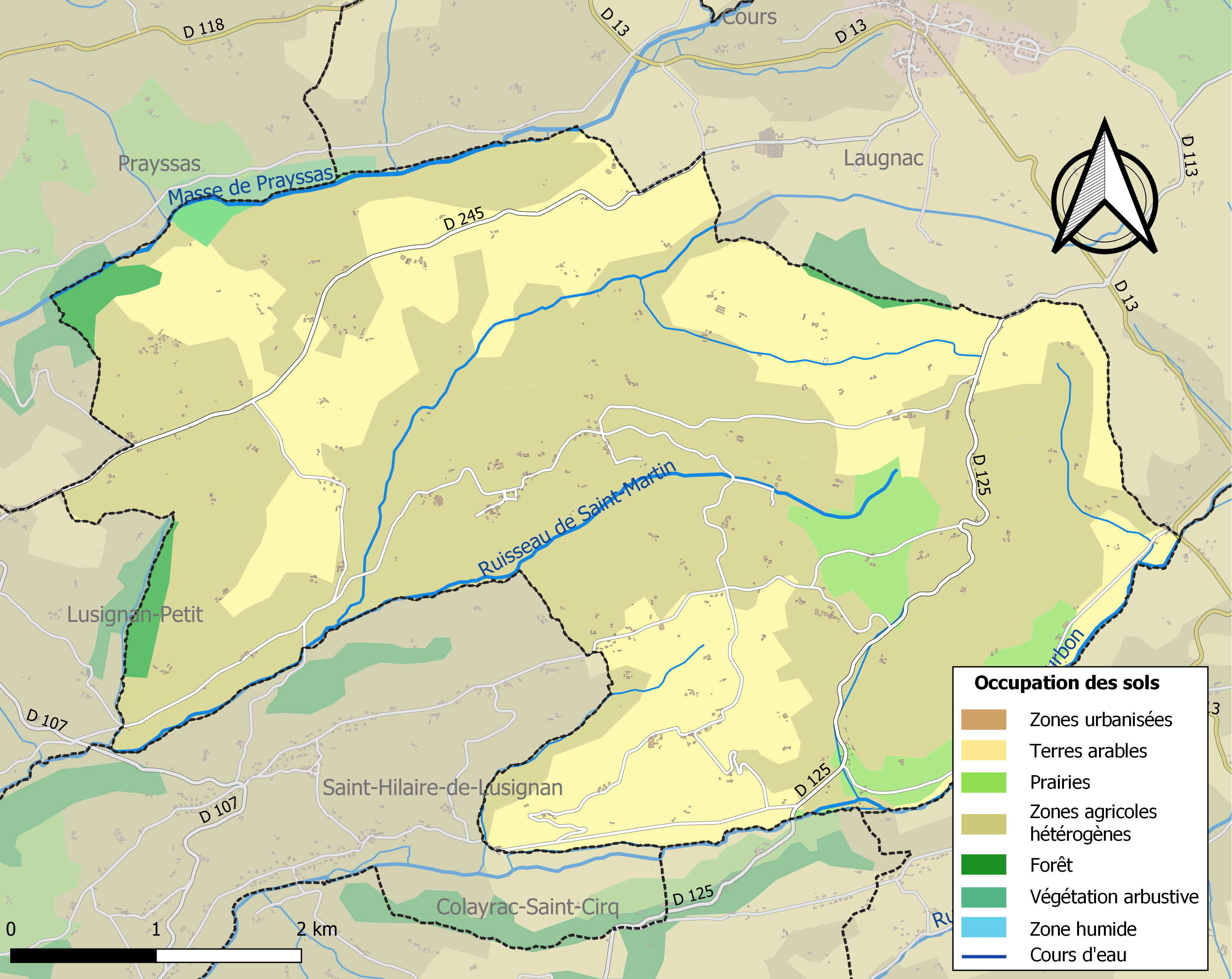
Carte des infrastructures et de l'occupation des sols de la commune en 2018 (CLC).

L'occupation des sols de la commune, telle qu'elle ressort de la base de données européenne d’occupation biophysique des sols Corine Land Cover (CLC), est marquée par l'importance des territoires agricoles (98 % en 2018), en augmentation par rapport à 1990 (95,7 %). La répartition détaillée en 2018 est la suivante : 
zones agricoles hétérogènes (59,4 %), terres arables (30,2 %), prairies (4,9 %), cultures permanentes (3,5 %), forêts (1,6 %), milieux à végétation arbustive et/ou herbacée (0,4 %). L'évolution de l’occupation des sols de la commune et de ses infrastructures peut être observée sur les différentes représentations cartographiques du territoire : la carte de Cassini (XVIIIe siècle), la carte d'état-major (1820-1866) et les cartes ou photos aériennes de l'IGN pour la période actuelle (1950 à aujourd'hui).

### Voies de communication et transports
- D125 La départementale 125, en direction d'Agen.
- D13 La départementale 13, en direction de Laugnac et de Foulayronnes.
- A62 L'autoroute A62 a une sortie au Passage d'Agen desservant la ville d'Agen (échangeur no 7) à environ 15 km.
- Des bus scolaires font la navette matin et soir vers la ville d'Agen.
- Aéroport Agen-La Garenne à 13 km.

### Risques majeurs
Le territoire de la commune de Madaillan est vulnérable à différents aléas naturels : météorologiques (tempête, orage, neige, grand froid, canicule ou sécheresse), inondations, mouvements de terrains et séisme (sismicité très faible). Un site publié par le BRGM permet d'évaluer simplement et rapidement les risques d'un bien localisé soit par son adresse soit par le numéro de sa parcelle.
Certaines parties du territoire communal sont susceptibles d’être affectées par le risque d’inondation par une crue à  débordement lent de cours d'eau, notamment le Ruisseau de Bourbon, le Ruisseau de Saint-Martin et la Masse de Prayssas. La commune a été reconnue en état de catastrophe naturelle au titre des dommages causés par les inondations et coulées de boue survenues en 1982, 1993, 1999, 2003, 2007, 2009 et 2021,.
Les mouvements de terrains susceptibles de se produire sur la commune sont des affaissements et effondrements liés aux cavités souterraines (hors mines), des glissements de terrain et des tassements différentiels. Afin de mieux appréhender le risque d’affaissement de terrain, un inventaire national permet de localiser les éventuelles cavités souterraines sur la commune.

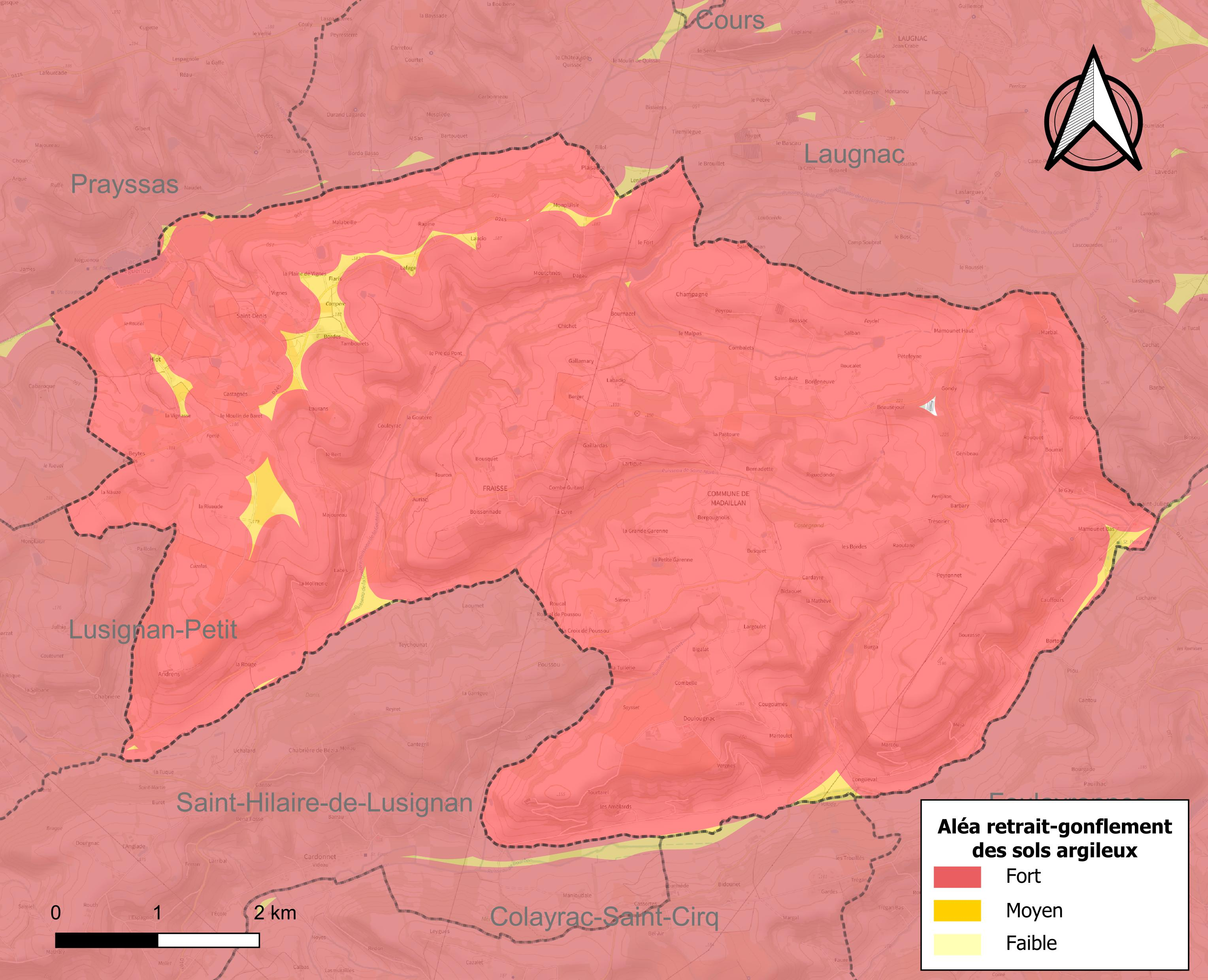
Carte des zones d'aléa retrait-gonflement des sols argileux de Madaillan.

Le retrait-gonflement des sols argileux est susceptible d'engendrer des dommages importants aux bâtiments en cas d’alternance de périodes de sécheresse et de pluie. La totalité de la commune est en aléa moyen ou fort (91,8 % au niveau départemental et 48,5 % au niveau national). Depuis le 1er octobre 2020, en application de la loi ELAN, différentes contraintes s'imposent aux vendeurs, maîtres d'ouvrages ou constructeurs de biens situés dans une zone classée en aléa moyen ou fort,.
Concernant les mouvements de terrains, la commune a été reconnue en état de catastrophe naturelle au titre des dommages causés par la sécheresse en 1989, 2002, 2003, 2005, 2009 et 2017 et par des mouvements de terrain en 1994 et 1999.

## Histoire
Le centre du village s'est construit à partir du XIXe siècle et s'est implanté sur un plateau assez étroit délimité par les ruisseaux de Saint-Martin et de la Masse tout comme Lusignan-Petit.
La commune de Madaillan se compose de plusieurs anciennes paroisses rurales, mais celles-ci n'ont pas constitué de pôle de peuplement à long terme ; tout comme le château n'a pas contribué à fixer un habitat villageois. Hormis quelques hameaux, il n'existe aucun habitat aggloméré sur le territoire communal. Un choix a été fait afin d'établir le chef-lieu de la commune, avec la construction de l'école et de la mairie sur le plateau de Fraysse, près de l'église principale, à la fin du XIXe siècle.
La section de Lavedan a été détachée de la commune de Madaillan par la loi du 9 avril 1841 et a été réunie à la commune de Laugnac. 
Le site du château de Madaillan et de ses abords a été inscrit au patrimoine le 11 novembre 1942.

## Politique et administration
| Période                                  | Période   | Identité           | Étiquette | Qualité                           |
| ---------------------------------------- | --------- | ------------------ | --------- | --------------------------------- |
| mars 1971                                | juin 1995 | Pierre Lajoinie    |           |                                   |
| juin 1995                                | mars 2014 | Bernard Sapparrart |           | Retraité de l'éducation nationale |
| mars 2014                                | En cours  | Philippe Darquies  | DVD       |                                   |
| Les données manquantes sont à compléter. |           |                    |           |                                   |

### Intercommunalité
Madaillan est l'une des 10 communes de la Communauté de communes du canton de Prayssas de 4696 habitants, créée le 24 décembre 1997.

## Démographie
L'évolution du nombre d'habitants est connue à travers les recensements de la population effectués dans la commune depuis 1793. Pour les communes de moins de 10 000 habitants, une enquête de recensement portant sur toute la population est réalisée tous les cinq ans, les populations de référence des années intermédiaires étant quant à elles estimées par interpolation ou extrapolation. Pour la commune, le premier recensement exhaustif entrant dans le cadre du nouveau dispositif a été réalisé en 2004.

En 2022, la commune comptait 664 habitants, en évolution de +2 % par rapport à 2016 (Lot-et-Garonne : −0,18 %, France hors Mayotte : +2,11 %).
| 1793  | 1800  | 1806  | 1821  | 1831  | 1836  | 1841  | 1846  | 1851  |
| ----- | ----- | ----- | ----- | ----- | ----- | ----- | ----- | ----- |
| 1 578 | 1 190 | 1 299 | 1 498 | 1 359 | 1 395 | 1 183 | 1 043 | 1 051 |

| 1856 | 1861 | 1866 | 1872 | 1876 | 1881 | 1886 | 1891 | 1896 |
| ---- | ---- | ---- | ---- | ---- | ---- | ---- | ---- | ---- |
| 982  | 840  | 867  | 803  | 777  | 720  | 693  | 707  | 676  |

| 1901 | 1906 | 1911 | 1921 | 1926 | 1931 | 1936 | 1946 | 1954 |
| ---- | ---- | ---- | ---- | ---- | ---- | ---- | ---- | ---- |
| 665  | 661  | 610  | 570  | 627  | 623  | 627  | 587  | 565  |

| 1962 | 1968 | 1975 | 1982 | 1990 | 1999 | 2004 | 2006 | 2009 |
| ---- | ---- | ---- | ---- | ---- | ---- | ---- | ---- | ---- |
| 569  | 506  | 469  | 465  | 489  | 502  | 523  | 566  | 614  |

| 2014 | 2019 | 2022 | - | - | - | - | - | - |
| ---- | ---- | ---- | - | - | - | - | - | - |
| 652  | 651  | 664  | - | - | - | - | - | - |

### Superficie et Population
| Zones                   | Population | Surface (km²) | Densité (/km²) |
| ----------------------- | ---------- | ------------- | -------------- |
| Madaillan               | 614        | 24.4          | 23,7           |
| Communauté des communes | 4 696      | 153.58        |                |
| Aire urbaine            | 103 715    | 830.52        | 113            |
| Région Aquitaine        | 3 119 778  | 41 309        | 76             |

Le village de Madaillan a une superficie de 23.7 km² et une population de 579 habitants, ce qui la classe :
| Rang                  | Population | Superficie | Densité |
| --------------------- | ---------- | ---------- | ------- |
| France                | 15620e     | 5700e      | 25208e  |
| Aquitaine             | 939e       | 413e       | 1579e   |
| Lot-et-Garonne        | 127e       | 45e        | 204e    |
| Arrondissement d'Agen | 37e        | 7e         | 60e     |
| Canton de Prayssas    | 5er        | 2er        | 8er     |

## Chiffres clés
Chiffres de 2004
- Population présente sur Madaillan: 523
- Hommes sur Madaillan : 50 %
- Femmes sur Madaillan : 49 %
- Population 0 à 19 ans : 23,5 %
- Population 20 à 39 ans : 19 %
- Population 40 à 59 ans : 33 %
- Population 60 et + : 22,5 %
- Actifs occupés : 45 %
- Chômeurs : 2 %
- Retraités : 23 %
- Étudiant : 7 %
- Autres inactifs : 21 %
- Ménages sur Madaillan: 200
- Ménages d'une personne : 17 %
- Nombre moyen de personnes / ménage : 2
- Nombre de logements sur Madaillan: 239
- Propriétaires sur Madaillan : 89 %
- Locataires sur Madaillan : 5 %
- Maisons sur Madaillan : 98 %
- Appartements sur Madaillan : 0 %
- Nombre moyen de pièces / maison : 5
- Nombre moyen de personnes/ appartement : 3

## Économie
Petit village vivant d'agriculture, un peu d'élevage et de tourisme vert.

## Lieux et monuments

### Patrimoine religieux
- Église paroissiale Saint-Julien de Terre-Fosse : église implantée dans le bourg de Madaillan, dans la petite vallée du ruisseau de Bourbon ; l'édifice qui comprend un vaisseau unique terminé par un chœur à pan-coupé, autrefois voûté d'ogives, a été reconstruit à la fin du XVe ou au début du XVIe siècle, d'après la composition d'ensemble, les jours verticaux chanfreinés et la moulure de l'arc triomphal à double cavet. Le portail occidental en arc segmentaire chanfreiné date de 1751 (date portée sur l'agrafe décorée d'une croix dont l'extrémité des branches est fleurdelisée), époque probable de l'aménagement du porche en appentis[25].
- Église paroissiale de Saint-Martin de Doulougnac : l'église est située au sommet d'un plateau dominant le ruisseau de Bourbon. Elle semble être le vestige d'un édifice antérieur au XIIe siècle. Le presbytère et ses dépendances, attenant à l'église du côté nord, a été rapproprié en 1807 et partiellement reconstruit au milieu du XIXe siècle, de même que la sacristie au sud[26].
- Église paroissiale Saint-Denis de Bordes : église  implantée à l'extrémité d'un plateau dominant la vallée de la Masse. L'église a été entièrement reconstruite à la fin du XVe ou au début du XVIe siècle. Elle est décrite en ruines en 1599, les voûtes abattues[27]. Elle est inscrite à l'Inventaire général du patrimoine culturel[27].
- Église paroissiale Saint-Barthélemy de Fraysse : L'église est mentionnée pour la 1re fois entre 1121 et 1126, époque de la confirmation de la donation faite par Garsendis de Fumel du tiers de la dîme de « Fraxineto » à l'abbaye de la Sauve-Majeure, sous l'abbatiat de Geoffroy II d'Anjou. L'église est implantée sur le rebord d'un plateau dominant la petite vallée du ruisseau de Saint-Martin[28]. Elle accueille, depuis 2022, les offices de la paroisse orthodoxe Saint-Sophrony-de-l’Athos-et-Sainte-Marie-Madeleine[29].

### Patrimoine civil
- Le Château de Madaillan qui domine les petites vallées des ruisseaux de Bourbon et de Saysset, est séparé du plateau à l'est, par un large fossé. On pense qu'il fut construit vers 1285-1289, édifiée pour de puissants et nobles agenais, les du Fossat, dont les armoiries  sont sculptées sur la cheminée du rez-de-chaussée de la grosse tour. Des agrandissements datent de la fin du XIVe siècle. Durant les Guerres de Religion, le château servant de camp retranché aux Protestants, est assiégé par Blaise de Monluc en janvier 1575. Mais mal équipé, Blaise de Monluc est obligé de lever le siège devant l'arrivée du protestant Guy de Montferrand, seigneur de Langoiran, venu secourir les assiégés. Longtemps abandonné, le château a commencé à être restauré au XIXe siècle. Aujourd'hui, il est habité et se visite[30],[31].
- Le moulin de Baret est un moulin à vent construit vers 1560 et transformé en pigeonnier au XIXe siècle. Il a été édifié sur une butte artificielle puis fortifié avec une canonnière (côté ouest) et possède sur le linteau d'une porte un blason[32],[33].
- Le manoir de Boissonade possède un pigeonnier-porche daté de 1677. Le logis a été très remanié en 1785[34].
- Le manoir de Monplaisir construit au début du XVIIe siècle a été très modifié depuis[35],[36].
- La fontaine polygonale en pierre de taille du lieu-dit « Burga » serait du XVIIIe siècle[37],[38].
- Le Monument aux morts des guerres de 1870 et de 1914-1918 a été mis en place en 1921 dans la cour de l'école, volé en 1993 et retrouvé à Paris l'année suivante[39].
- La place du village, face à la mairie, restauré en 1999 a maintenant son Monument aux Morts, en son centre.
- Plusieurs maisons ont été construites aux XVIe et XVIIe siècles.

## Évènements
- Feu de la Saint-Jean (23 juin).
- Nombreux lotos et tombolas.

D'autres événements sont organisés par la communauté des communes sur les communes avoisinantes.

## Sports
- Des parcours balisés ont été formés pour les randonneurs et cyclistes (VTT)
- Cross country de Madaillan sur le plateau de champagne.
- Motocross :  chaque année au mois d'août, parcours motocross sur piste et sur des chemins balisés sur la commune.

## Enseignement
Regroupement pédagogique intercommunal avec l'école maternelle et primaire de Madaillan qui assure l'éducation jusqu'en CE1 et l'école de Lusignan-Petit continue jusqu'en CM2 (une navette scolaire permet aux élèves des deux villages d'accéder aux écoles).
Le collège se trouve pour les élèves résident à Madaillan sur Agen, les élèves résident a Lusignan vont sur Port-Sainte-Marie

## Santé
Pour la santé le village dépend d'Agen :
avec l'hôpital Saint-Esprit située au nord d'Agen, la clinique Saint-Hilaire Esquirol située au sud d'Agen, le Centre hospitalier Saint-Esprit (nord d'Agen) et l'hôpital psychiatrique - La Candélie à Foulayronnes.
Les médecins généralistes sont à Colayrac-Saint-Cirq,  Prayssas et Laugnac.

## Personnalités liées à la commune
Pascal Bernini (1965), écrivain auteur d’Analphabète D’Amour y vit